# Билиракис, Гас
Гас (Константи́нос) Майкл Билира́кис (греч. Γκας (Κωνσταντίνος) Μάικλ Μπιλιράκης, англ. Gus (Konstantinos) Michael Bilirakis; род. 8 февраля 1963, Гейнсвилл, Флорида, США) — американский политик-республиканец греческого происхождения, член Палаты представителей США от 9-го (2007-2013) и 12-го (с 2013 года) избирательных округов штата Флорида. С 2007 по 2013 гг. 9-й округ включал в себя большую часть северной территории возле залива Тампа. Также был членом Палаты представителей Флориды (1999-2007). Сын политика Майкла Билиракиса. Член Американо-греческого прогрессивного просветительского союза (AHEPA). Лауреат Премии мира (Филиппины, 2008) и Награды Перикла от AHEPA (2013).

## Молодость, образование и карьера
Родился 8 февраля 1963 года в Гейнсвилле (Флорида, США) в семье греков Майкла Билиракиса и Эвелин Миаулис. Вырос в Тарпон-Спрингсе (Флорида). Его дед, переехавший в США, владел местной пекарней, где Костас, ещё будучи учеником государственной школы в районе возле залива Тампа, работал с самого раннего возраста.
Окончил Тарпон-Спрингскую государственную среднюю школу и Сент-Питерсбергский двухгодичный колледж.
В 1986 году окончил Флоридский университет со степенью бакалавра в области политологии.
В 1989 году получил юридическую степень в колледже права при Стетсонском университете.
Занимается адвокатской практикой в районе возле залива Тампа, владея ООО «Bilirakis Law Group», специализирующегося на делах по планированию наследства и утверждению завещаний, которое он перенял от своего отца Майкла Билиракиса, бывшего члена Конгрессе США (1983-2007), которому Гас также помогал в проведении предвыборных кампаний.

## Законодательное собрание Флориды

### Должность
В 1998 году был впервые избран в Палату представителей Флориды от 48-го избирательного округа, охватывающего большую часть северной территории округа Пинеллас, часть округов Паско и Хилсборо.

### Комитеты
В Таллахасси (1998-2006) был председателем нескольких известных панелей, в том числе «Превенция преступности», «Ассигнования на общественную безопасность» и «Комитет по экономическому развитию, торговле и банковскому делу».

#### Членство в кокусах
- Греческо-израильский союз Конгресса.

## Палата представителей США

### Избирательные кампании
В 2006 году Майкл Билиракис объявил о своём уходе после 24 лет членства в Конгрессе, и Гас Билиракис сразу же вступил в гонку, чтобы стать преемником своего отца в 9-м округе. Он обошёл комиссара округа Хилсборо Филлис Бусански на всеобщих выборах, набрав 55% голосов, став вторым представителем округа. Трижды переизбирался без существенной конкуренции.

### Участие в комитетах
- Комитет по энергетике и торговле;
  - Подкомитет по делам коммерции, производства и торговли;
  - Подкомитет по окружающей среде и экономике;
- Комитет по делам ветеранов (вице-председатель);
  - Подкомитет по экономическим перспективам;
  - Подкомитет по вопросам здравоохранения;
- Комитет Республиканской партии по расследованию;
- Греческий кокус (сопредседатель)[6].

В январе 2009 года Билиракис был назначен старейшим членом Комитета Палаты представителей подкомитета Министерства внутренней безопасности США по управлению, расследованию и надзору.

### Партийное руководство
Гас Билиракис является членом группы парламентских организаторов Республиканской партии, председателем Специальной Комиссии по делам ветеранов Комитета по политической стратегии Республиканской партии, а также сопредседателем кокуса ветеранов вооружённых сил и кокуса по греческим вопросам Конгресса.

### Политическая платформа
Билиракисом были предприняты усилия по расширению потенциальных возможностей Соединённых Штатов в визовой проверке, а также он сыграл ключевую роль в усилиях по укреплению границ Америки. В первую очередь это касается принятия законодательства в целях повышения сбора биометрической информации о мигрантах, задержанных в море в поисках путей незаконного проникновения на территорию США.
29 сентября 2008 года проголосовал против Плана спасения финансовой системы США.
2 мая 2017 года сопредседатели греческого кокуса в Конгрессе США Гас Билиракис и Кэролин Малони, а также конгрессмен Дональд Пэйн-младший, представили на рассмотрение резолюцию, призывающую Великобританию вернуть мраморы Парфенона в Грецию. Вывезенные лордом Элгином в начале XIX века, греческие произведения искусства, несмотря на многолетние усилия правительства Греции вернуть их, продолжают оставаться в Британском музее.
5 февраля 2018 года Билиракис, Малони и Пэйн-младший обратились к Комитету Палаты представителей США по иностранным делам с предложением провести слушание по подготовленной ими ранее резолюции по мраморам Парфенона.

## Личная жизнь
Женат, в браке с супругой Евой имеет четверых сыновей: Майкл, Тедди, Мануэль и Николас. Проживает в Палм-Харборе.
Является членом Орден святого апостола Андрея и носит оффикий (титул) архонта Константинопольского патриархата. В январе 2017 года, накануне инаугурации Дональда Трампа, старец-архиепископ Американский Димитриос на традиционной встрече представителей греческой общины США и гостей из Греции даровал новому главе аппарата Белого дома Райнсу Прибусу, заместителю помощника президента США Джорджу Джиджикосу (также грекам по происхождению) и Гасу Билиракису Медаль Святого Павла — высшую награду Американской архиепископии.

## Награды
- Медаль Мхитара Гоша (16 декабря 2021 года, Армения) — по случаю 30-летия установления дипломатических отношений между Республикой Армения и Соединёнными Штатами Америки, за значительный вклад в укрепление и развитие армяно-американских дружественных отношений и защиту общечеловеческих ценностей[17].